# Liste des techniques de judo
 (décembre 2022).
La mise en forme du texte ne suit pas les recommandations de Wikipédia : il faut le « wikifier ».
Les points d'amélioration suivants sont les cas les plus fréquents :
- Les titres sont pré-formatés par le logiciel. Ils ne sont ni en capitales, ni en gras.
- Le texte ne doit pas être écrit en capitales (les noms de famille non plus), ni en gras, ni en italique, ni en « petit »…
- Le gras n'est utilisé que pour surligner le titre de l'article dans l'introduction, une seule fois.
- L'italique est rarement utilisé : mots en langue étrangère, titres d'œuvres, noms de bateaux, etc.
- Les citations ne sont pas en italique mais en corps de texte normal. Elles sont entourées par des guillemets français : « et ».
- Les listes à puces sont à éviter, des paragraphes rédigés étant largement préférés. Les tableaux sont à réserver à la présentation de données structurées (résultats, etc.).
- Les appels de note de bas de page (petits chiffres en exposant, introduits par l'outil «  Source ») sont à placer entre la fin de phrase et le point final[comme ça].
- Les liens internes (vers d'autres articles de Wikipédia) sont à choisir avec parcimonie. Créez des liens vers des articles approfondissant le sujet. Les termes génériques sans rapport avec le sujet sont à éviter, ainsi que les répétitions de liens vers un même terme.
- Les liens externes sont à placer uniquement dans une section « Liens externes », à la fin de l'article. Ces liens sont à choisir avec parcimonie suivant les règles définies. Si un lien sert de source à l'article, son insertion dans le texte est à faire par les notes de bas de page.
- La présentation des références doit suivre les conventions bibliographiques. Il est recommandé d'utiliser les modèles {{Ouvrage}}, {{Chapitre}}, {{Article}}, {{Lien web}} et/ou {{Bibliographie}}. Le mode d'édition visuel peut mettre en forme automatiquement les références.
- Insérer une infobox (cadre d'informations à droite) n'est pas obligatoire pour parachever la mise en page.

Pour une aide détaillée, merci de consulter Aide:Wikification.
Si vous pensez que ces points ont été résolus, vous pouvez retirer ce bandeau et améliorer la mise en forme d'un autre article.
Cet article manque de liens internes
Nous allons détailler ici la liste complète des techniques de judo. La liste officielle du Kodokan au Japon et celles recensés par les textes officielles de la Fédération Française de Judo. Les techniques sont classés en catégories et en sous catégories. Le ne-waza sont les techniques de judo au sol, et le nage-waza c'est les techniques de judo debout.
à noter : Uchi-mata est aussi dans les techniques de jambe en France, elle compte pour deux techniques avec ses deux variantes
à noter: Ko-uchi-gaeshi est référencé en te-waza au Japon (contre sous une forme de uki-otoshi, le contre de la version française est plus une forme de de-ashi-harai)
| Nom | Catégorie | Sous catégorie                                              |
| --- | --------- | ----------------------------------------------------------- |
| 背負投 (Seoi-nage) [Morote-seoi-nage] Projection en chargeant sur le dos, Projection en chargeant sur le dos avec deux mains | Nage-Waza | 手 技（Te-waza）Technique de bras                           |
| 一本背負投 (Ippon-seoi-nage) Projection en chargeant sur le dos en un point                                                  | Nage-Waza | 手 技（Te-waza）Technique de bras                           |
| 背負落 (Seoi-otoshi) Renversement par l'épaule                                                                               | Nage-Waza | 手 技（Te-waza）Technique de bras                           |
| 体落 (Tai-otoshi) Renversement du corps                                                                                      | Nage-Waza | 手 技（Te-waza）Technique de bras                           |
| 肩車 (Kata-guruma) Roue autour des épaules                                                                                   | Nage-Waza | 手 技（Te-waza）Technique de bras                           |
| 掬投 (Sukui-nage) projection en cuillère                                                                                     | Nage-Waza | 手 技（Te-waza）Technique de bras                           |
| 帯落 (Obi-otoshi) Renversement par la ceinture                                                                               | Nage-Waza | 手 技（Te-waza）Technique de bras                           |
| 浮落 (Uki-otoshi) Renversement flottant                                                                                      | Nage-Waza | 手 技（Te-waza）Technique de bras                           |
| 隅落 (Sumi-otoshi) Renversement dans le coin                                                                                 | Nage-Waza | 手 技（Te-waza）Technique de bras                           |
| 山嵐 (Yama-arashi) Tempête sur la montagne                                                                                   | Nage-Waza | 手 技（Te-waza）Technique de bras                           |
| 帯取返 (Obi-tori-gaeshi) Contre en saisissant la ceinture                                                                    | Nage-Waza | 手 技（Te-waza）Technique de bras                           |
| 双手刈 (Morote-gari) Fauchage à deux mains                                                                                   | Nage-Waza | 手 技（Te-waza）Technique de bras                           |
| 朽木倒 (Kuchiki-taoshi) Renverser l’arbre mort                                                                               | Nage-Waza | 手 技（Te-waza）Technique de bras                           |
| 踵返 (Kibisu-gaeshi) Ramassage de la cheville                                                                                | Nage-Waza | 手 技（Te-waza）Technique de bras                           |
| 内股すかし (Uchi-mata-sukashi) Esquive du fauchage de la cuisse                                                              | Nage-Waza | 手 技（Te-waza）Technique de bras                           |
| 小内返 (Ko-uchi-gaeshi) Contre du petit fauchage intérieur (forme japonaise, te waza)                                        | Nage-Waza | 手 技（Te-waza）Technique de bras                           |
| 襟背負投 (Eri-seoi-nage) Projection en chargeant sur le dos par un revers                                                    | Nage-Waza | 手 技（Te-waza）Technique de bras                           |
| 手車 (Te-guruma) Roue avec la main                                                                                           | Nage-Waza | 手 技（Te-waza）Technique de bras                           |
| 横落 (Yoko-otoshi) Renversement latéral                                                                                      | Nage-Waza | 横捨身技（Yoko-sutemi-waza）Techniques de sacrifice de côté |
| 谷落 (Tani-otoshi) Renversement dans la vallée                                                                               | Nage-Waza | 横捨身技（Yoko-sutemi-waza）Techniques de sacrifice de côté |
| 跳巻込 (Hane-makikomi) Enrouler en forme d’aile                                                                              | Nage-Waza | 横捨身技（Yoko-sutemi-waza）Techniques de sacrifice de côté |
| 外巻込 (Soto-makikomi) Projection extérieure en roulant                                                                      | Nage-Waza | 横捨身技（Yoko-sutemi-waza）Techniques de sacrifice de côté |
| 内巻込 (Uchi-makikomi) Projection intérieure en roulant                                                                      | Nage-Waza | 横捨身技（Yoko-sutemi-waza）Techniques de sacrifice de côté |
| 浮技 (Uki-waza) Technique flottante                                                                                          | Nage-Waza | 横捨身技（Yoko-sutemi-waza）Techniques de sacrifice de côté |
| 横分 (Yoko-wakare) Séparation latérale                                                                                       | Nage-Waza | 横捨身技（Yoko-sutemi-waza）Techniques de sacrifice de côté |
| 横車 (Yoko-guruma) Roue latérale                                                                                             | Nage-Waza | 横捨身技（Yoko-sutemi-waza）Techniques de sacrifice de côté |
| 横掛 (Yoko-gake) Accrochage latéral                                                                                          | Nage-Waza | 横捨身技（Yoko-sutemi-waza）Techniques de sacrifice de côté |
| 抱分 (Daki-wakare) Etreindre et séparer                                                                                      | Nage-Waza | 横捨身技（Yoko-sutemi-waza）Techniques de sacrifice de côté |
| 大外巻込 (O-soto-makikomi) Grande projection extérieure en roulant                                                           | Nage-Waza | 横捨身技（Yoko-sutemi-waza）Techniques de sacrifice de côté |
| 内股巻込 (Uchi-mata-makikomi) Fauchage de la cuisse en roulant                                                               | Nage-Waza | 横捨身技（Yoko-sutemi-waza）Techniques de sacrifice de côté |
| 払巻込 (Harai-makikomi) Balayage en roulant                                                                                  | Nage-Waza | 横捨身技（Yoko-sutemi-waza）Techniques de sacrifice de côté |
| 小内巻込 (Ko-uchi-makikomi) Petit fauchage intérieur en roulant                                                              | Nage-Waza | 横捨身技（Yoko-sutemi-waza）Techniques de sacrifice de côté |
| 蟹挟 (Kani-basami) Pince du crabe                                                                                            | Nage-Waza | 横捨身技（Yoko-sutemi-waza）Techniques de sacrifice de côté |
| 河津掛 (Kawazu-gake) Accrochage à une jambe                                                                                  | Nage-Waza | 横捨身技（Yoko-sutemi-waza）Techniques de sacrifice de côté |
| 横巴投 (Yoko-tomoe-nage) Projection en cercle latérale                                                                       | Nage-Waza | 横捨身技（Yoko-sutemi-waza）Techniques de sacrifice de côté |
| 浮腰 (Uki-goshi) Hanche flottante                                                                                            | Nage-Waza | 腰 技（Koshi-waza）Techniques de hanche                     |
| 大腰 (O-goshi) Grande hanche                                                                                                 | Nage-Waza | 腰 技（Koshi-waza）Techniques de hanche                     |
| 腰車 (Koshi-guruma) Roue autour de la hanche                                                                                 | Nage-Waza | 腰 技（Koshi-waza）Techniques de hanche                     |
| 釣込腰 (Tsurikomi-goshi) Technique de hanche en pêchant                                                                      | Nage-Waza | 腰 技（Koshi-waza）Techniques de hanche                     |
| 袖釣込腰 (Sode-tsurikomi-goshi) Technique de hanche en pêchant avec la manche                                                | Nage-Waza | 腰 技（Koshi-waza）Techniques de hanche                     |
| 払腰 (Harai-goshi) Balayage de hanche                                                                                        | Nage-Waza | 腰 技（Koshi-waza）Techniques de hanche                     |
| 釣腰 (Tsuri-goshi) Hanche pêchée                                                                                             | Nage-Waza | 腰 技（Koshi-waza）Techniques de hanche                     |
| 跳腰 (Hane-goshi) Enrouler en forme d’aile                                                                                   | Nage-Waza | 腰 技（Koshi-waza）Techniques de hanche                     |
| 移腰 (Utsuri-goshi) Hanche déplacée                                                                                          | Nage-Waza | 腰 技（Koshi-waza）Techniques de hanche                     |
| 後腰 (Ushiro-goshi) Hanche arrière                                                                                           | Nage-Waza | 腰 技（Koshi-waza）Techniques de hanche                     |
| 内股 (Uchi-mata) Fauchage de l’intérieur de la cuisse                                                                        | Nage-Waza | 腰 技（Koshi-waza）Techniques de hanche                     |
| 首投げ (Kubi-nage) Projection par le cou                                                                                     | Nage-Waza | 腰 技（Koshi-waza）Techniques de hanche                     |
| 巴投 (Tomoe-nage) Projection en cercle                                                                                       | Nage-Waza | 真捨身技（Ma-sutemi-waza）Techniques de sacrifice de face   |
| 隅返 (Sumi-gaeshi) Contre dans l’angle                                                                                       | Nage-Waza | 真捨身技（Ma-sutemi-waza）Techniques de sacrifice de face   |
| 引込返 (Hikikomi-gaeshi) Contre en tirant et en rentrant                                                                     | Nage-Waza | 真捨身技（Ma-sutemi-waza）Techniques de sacrifice de face   |
| 俵返 (Tawara-gaeshi) Contre du sac de riz                                                                                    | Nage-Waza | 真捨身技（Ma-sutemi-waza）Techniques de sacrifice de face   |
| 裏投 (Ura-nage) Projection sur l’arrière                                                                                     | Nage-Waza | 真捨身技（Ma-sutemi-waza）Techniques de sacrifice de face   |
| 出足払 (De-ashi-harai) [De-ashi-barai] Balayage du pied avancé                                                               | Nage-Waza | 足 技（Ashi-waza）Techniques de jambe                       |
| 膝車 (Hiza-guruma) Roue autour du genou                                                                                      | Nage-Waza | 足 技（Ashi-waza）Techniques de jambe                       |
| 支釣込足 (Sasae-tsurikomi-ashi) Blocage du pied en pêchant                                                                   | Nage-Waza | 足 技（Ashi-waza）Techniques de jambe                       |
| 大外刈 (O-soto-gari) Grand fauchage extérieur                                                                                | Nage-Waza | 足 技（Ashi-waza）Techniques de jambe                       |
| 大内刈 (O-uchi-gari) Grand fauchage intérieur                                                                                | Nage-Waza | 足 技（Ashi-waza）Techniques de jambe                       |
| 小外刈 (Ko-soto-gari) Petit fauchage extérieur                                                                               | Nage-Waza | 足 技（Ashi-waza）Techniques de jambe                       |
| 小内刈 (Ko-uchi-gari) Petit fauchage intérieur                                                                               | Nage-Waza | 足 技（Ashi-waza）Techniques de jambe                       |
| 送足払 (Okuri-ashi-harai) Balayage des deux pieds                                                                            | Nage-Waza | 足 技（Ashi-waza）Techniques de jambe                       |
| 内股 (Uchi-mata) Fauchage de l’intérieur de la cuisse                                                                        | Nage-Waza | 足 技（Ashi-waza）Techniques de jambe                       |
| 小外掛 (Ko-soto-gake) Petit accrochage extérieur                                                                             | Nage-Waza | 足 技（Ashi-waza）Techniques de jambe                       |
| 足車 (Ashi-guruma) Roue autour de la jambe                                                                                   | Nage-Waza | 足 技（Ashi-waza）Techniques de jambe                       |
| 払釣込足 (Harai-tsurikomi-ashi) Balayage en pêchant                                                                          | Nage-Waza | 足 技（Ashi-waza）Techniques de jambe                       |
| 大車 (O-guruma) Grande roue                                                                                                  | Nage-Waza | 足 技（Ashi-waza）Techniques de jambe                       |
| 大外車 (O-soto-guruma) Grande roue extérieure                                                                                | Nage-Waza | 足 技（Ashi-waza）Techniques de jambe                       |
| 大外落 (O-soto-otoshi) Grand renversement extérieur                                                                          | Nage-Waza | 足 技（Ashi-waza）Techniques de jambe                       |
| 燕返 (Tsubame-gaeshi) Contre de l’hirondelle                                                                                 | Nage-Waza | 足 技（Ashi-waza）Techniques de jambe                       |
| 大外返 (O-soto-gaeshi) Contre du grand fauchage extérieur                                                                    | Nage-Waza | 足 技（Ashi-waza）Techniques de jambe                       |
| 大内返 (O-uchi-gaeshi) Contre du grand fauchage intérieur                                                                    | Nage-Waza | 足 技（Ashi-waza）Techniques de jambe                       |
| 跳腰返 (Hane-goshi-gaeshi) Contre de la technique de hanche en forme d’aile                                                  | Nage-Waza | 足 技（Ashi-waza）Techniques de jambe                       |
| 払腰返 (Harai-goshi-gaeshi) Contre du fauchage de la hanche                                                                  | Nage-Waza | 足 技（Ashi-waza）Techniques de jambe                       |
| 内股返 (Uchi-mata-gaeshi) Contre du fauchage de l'intérieur de la cuisse                                                     | Nage-Waza | 足 技（Ashi-waza）Techniques de jambe                       |
| 小内返 (Ko-uchi-gaeshi) Contre du petit fauchage intérieur (forme française, ashi waza)                                      | Nage-Waza | 足 技（Ashi-waza）Techniques de jambe                       |
| 腕緘 (Ude-garami) Enroulement de coude                                                                                       | Ne-Waza   | 関 節 技（Kansetsu-waza）                                   |
| 腕挫十字固 (Ude-hishigi-juji-gatame) Luxation du coude par contrôle en croix                                                 | Ne-Waza   | 関 節 技（Kansetsu-waza）                                   |
| 腕挫腕固 (Ude-hishigi-ude-gatame) Luxation du coude par contrôle du bras                                                     | Ne-Waza   | 関 節 技（Kansetsu-waza）                                   |
| 腕挫膝固 (Ude-hishigi-hiza-gatame) Luxation du coude par contrôle du genou                                                   | Ne-Waza   | 関 節 技（Kansetsu-waza）                                   |
| 腕挫腋固 (Ude-hishigi-waki-gatame) Luxation du coude par contrôle de l'aisselle                                              | Ne-Waza   | 関 節 技（Kansetsu-waza）                                   |
| 腕挫腹固 (Ude-hishigi-hara-gatame) Luxation du coude par contrôle du ventre                                                  | Ne-Waza   | 関 節 技（Kansetsu-waza）                                   |
| 腕挫脚固 (Ude-hishigi-ashi-gatame) Luxation du coude par contrôle de la jambe                                                | Ne-Waza   | 関 節 技（Kansetsu-waza）                                   |
| 腕挫手固 (Ude-hishigi-te-gatame) Luxation du coude par le bras                                                               | Ne-Waza   | 関 節 技（Kansetsu-waza）                                   |
| 腕挫三角固 (Ude-hishigi-sankaku-gatame) Luxation du coude par contrôle en triangle                                           | Ne-Waza   | 関 節 技（Kansetsu-waza）                                   |
| 足緘 (Ashi-garami) Enroulement de jambe                                                                                      | Ne-Waza   | 関 節 技（Kansetsu-waza）                                   |
| 並十字絞 (Nami-juji-jime) Etranglement croisé normal                                                                         | Ne-Waza   | 絞 技（Shime-waza）                                         |
| 逆十字絞 (Gyaku-juji-jime) Etranglement croisé inversé                                                                       | Ne-Waza   | 絞 技（Shime-waza）                                         |
| 片十字絞 (Kata-juji-jime) Etranglement à moitié croisé                                                                       | Ne-Waza   | 絞 技（Shime-waza）                                         |
| 裸絞 (Hadaka-jime) Etranglement à mains nues                                                                                 | Ne-Waza   | 絞 技（Shime-waza）                                         |
| 送襟絞 (Okuri-eri-jime) Etranglement en glissant par le revers                                                               | Ne-Waza   | 絞 技（Shime-waza）                                         |
| 片羽絞 (Kataha-jime) Etranglement d'une seule aile                                                                           | Ne-Waza   | 絞 技（Shime-waza）                                         |
| 片手絞 (Katate-jime) Etranglement avec une seule main                                                                        | Ne-Waza   | 絞 技（Shime-waza）                                         |
| 両手絞 (Ryote-jime) Etranglement à deux mains                                                                                | Ne-Waza   | 絞 技（Shime-waza）                                         |
| 袖車絞 (Sode-guruma-jime) Etranglement en enroulant la manche                                                                | Ne-Waza   | 絞 技（Shime-waza）                                         |
| 突込絞 (Tsukkomi-jime) Etranglement en poussant                                                                              | Ne-Waza   | 絞 技（Shime-waza）                                         |
| 三角絞 (Sankaku-jime) Etranglement en triangle                                                                               | Ne-Waza   | 絞 技（Shime-waza）                                         |
| 胴絞 (Do-jime) Etranglement de poitrine                                                                                      | Ne-Waza   | 絞 技（Shime-waza）                                         |
| 双手絞 (Morote-jime) Etranglement à deux mains                                                                               | Ne-Waza   | 絞 技（Shime-waza）                                         |
| 足固絞 (ashi-gatame-jime) Etranglement en contrôlant avec la jambe                                                           | Ne-Waza   | 絞 技（Shime-waza）                                         |
| 袈裟固 (Kesa-gatame) [Hon-gesa-gatame] Contrôle fondamental en travers                                                       | Ne-Waza   | 抑 込 技（Osaekomi-waza）                                   |
| 崩袈裟固 (Kuzure-kesa-gatame) [Kuzure-gesa-gatame] Variante du contrôle en travers                                           | Ne-Waza   | 抑 込 技（Osaekomi-waza）                                   |
| 後袈裟固 (Ushiro-kesa-gatame) Contrôle arrière en travers                                                                    | Ne-Waza   | 抑 込 技（Osaekomi-waza）                                   |
| 肩固 (Kata-gatame) Contrôle par l'épaule                                                                                     | Ne-Waza   | 抑 込 技（Osaekomi-waza）                                   |
| 上四方固 (Kami-shiho-gatame) Contrôle des 4 points par dessus                                                                | Ne-Waza   | 抑 込 技（Osaekomi-waza）                                   |
| 崩上四方固 (Kuzure-kami-shiho-gatame) Variante du contrôle des 4 points par dessus                                           | Ne-Waza   | 抑 込 技（Osaekomi-waza）                                   |
| 横四方固 (Yoko-shiho-gatame) Contrôle des 4 points par côté                                                                  | Ne-Waza   | 抑 込 技（Osaekomi-waza）                                   |
| 縦四方固 (Tate-shiho-gatame) Contrôle des 4 points à cheval                                                                  | Ne-Waza   | 抑 込 技（Osaekomi-waza）                                   |
| 浮固 (Uki-gatame) Contrôle flottant                                                                                          | Ne-Waza   | 抑 込 技（Osaekomi-waza）                                   |
| 裏固 (Ura-gatame) Contrôle par l'arrière                                                                                     | Ne-Waza   | 抑 込 技（Osaekomi-waza）                                   |
| 枕袈裟固 (Makura-gesa-gatame) Contrôle en oreiller de travers                                                                | Ne-Waza   | 抑 込 技（Osaekomi-waza）                                   |
| 崩縦四方固 (Kuzure-tate-shiho-gatame) Variante du contrôle des 4 points à cheval                                             | Ne-Waza   | 抑 込 技（Osaekomi-waza）                                   |
| 崩横四方固 (Kuzure-yoko-shiho-gatame) Variante du contrôle des 4 points par côté                                             | Ne-Waza   | 抑 込 技（Osaekomi-waza）                                   |
| 袈裟固 (Kesa-gatame) Contrôle en travers                                                                                     | Ne-Waza   | 抑 込 技（Osaekomi-waza）                                   |

## Sources
1. ↑  (ja) « 柔道 技名称一覧 - 講道館 », sur kodokanjudoinstitute.org (consulté le 8 avril 2023).
2. ↑  https://www.ffjudo.com/uploads/elfinder/GRADE/R%C3%A9f%C3%A9rentiel%20des%20juges%202021-2022.pdf